# Pietraperzia
Pietraperzia es una localidad italiana de la provincia de  Enna, región de Sicilia, con 7.294 habitantes.

Ubicación de la ciudad de Pietraperzia dentro de la provincia de Enna.

## Evolución demográfica
| Gráfica de evolución demográfica de Pietraperzia entre 1861 y 2001 |
|                                                                    |
| Fuente ISTAT - Elaboración gráfica por parte de Wikipedia          |